# 沃訥托里鄉 (穆列什縣)

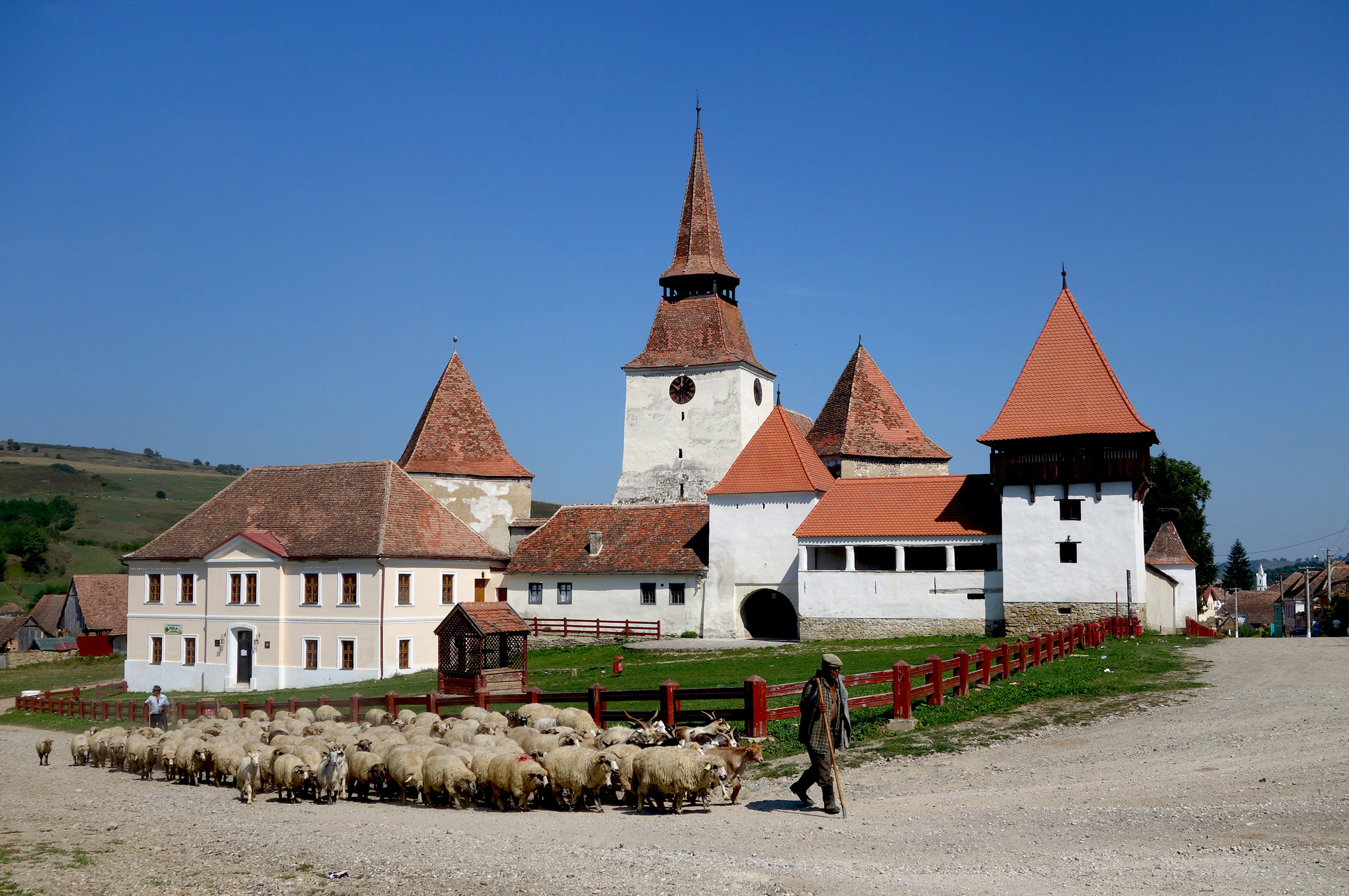

46°14′30″N 24°55′33″E / 46.24167°N 24.92583°E
沃訥托里鄉（羅馬尼亞語：Comuna Vânători, Mureș），是羅馬尼亞的鄉份，位於該國中部，由穆列什縣負責管轄，面積112平方公里，海拔高度395米，2007年人口3,993，人口密度每平方公里36人。